# Günter Söffing
Günter Söffing (16. Februar 1927 in Jena – September 2008) war ein deutscher Richter am Bundesfinanzhof.

## Leben
1943 wurde Söffing zum Kriegs- und Arbeitsdienst eingezogen. Nach Entlassung aus amerikanischer Kriegsgefangenschaft  im Juni 1945 erwarb er nach Besuch einer sog. Studienvorschule das Abitur. Das Studium der Rechtswissenschaften an der Friedrich Schiller Universität in Jena nahm Söffing im Wintersemester 1945/46 auf. Zum Sommersemester 1948 folgte der Wechsel an die Universität zu Kiel.
Nach den 1. juristischen Staatsexamen 1949 schloss sich die Referendarzeit in Schleswig-Holstein an. 1953 wurde Günter Söffing mit einer Arbeit zum Thema "Skontration" an der Christian Albrecht Universität zu Kiel promoviert. Im selben Jahr legte er  das 2. juristische Staatsexamen ab. Von 1953 bis 1966 war er im Höheren Dienst der Finanzämter Kiel-Süd, Kiel-Nord, Ratzeburg und Elmshorn tätig. Daran schloss sich der Wechsel zum Bundesministerium der Finanzen in Bonn an.
In der Steuerabteilung des Ministeriums war er zunächst als Hilfsreferent, später als Referent (heutige Bezeichnung „Referatsleiter“) tätig. Schwerpunkt seiner Tätigkeit waren die Bereiche Bilanzsteuerrecht, Gewinnermittlung, Besteuerung von Personengesellschaften, Berlinförderung, Zonengrenzlandförderung und Investitionszulage. Er wirkte maßgeblich an der Konzeption des „Mitunternehmererlasses“ und der Verlustbegrenzungsregelungen bei Kommanditanteilen gem. § 15a EStG mit.
1980 erfolgte seine Berufung als Richter an den Bundesfinanzhof. Hier gehörte er zunächst dem für das Lohnsteuerrecht zuständigen VI. Senat an. Im Jahre 1983 wechselte er in den VIII. Senat.   Fragen des Bilanzsteuerrechts und der Gewinnermittlung, die Besteuerung von Personengesellschaften und die Betriebsaufspaltung waren die Hauptgegenstände seiner richterlichen und begleitend dazu seiner umfangreichen wissenschaftlich-publizistischen Tätigkeit. Seit seiner Pensionierung im Jahr 1992 war er als Rechtsanwalt und Steuerberater tätig.